# Нилтон Сантош
Нилтон Реяш дош Сантош  (браз. произношение: [ˈniwtõ ˈsɐ̃tus] е бивш бразилски футболист, играл като ляв краен бранител. С бразилския национален отбор участва на цели четири световни първенства. Световен шампион от Мондиал 1958 и Мондиал 1962, четвъртфиналист от Мондиал 1954, а на Мондиал 1950 попада в разширения състав за първенството, но не записва нито една среща. Цялата му клубна кариера протича в състава на Ботафого за който записва цели 723 официални мача и отбелязва 11 гола с което се превръща в една от легендите на клуба.
Считан е за един от най-големите защитници в историята на футбола и един от първите бекове в света с афинитет към атаката. Става известен като отбелязва гол дриблирайки през целия терен в мач срещу Австрия на Мондиал 1958.
През 2004 г. е посочен от Пеле като един от 125-те най-велики живи футболисти в света.
Умира на 27 ноември 2013 г. от белодробна инфекция в Рио де Жанейро на 88-годишна възраст.